# People, Hell & Angels
| Recensione           | Giudizio |
| -------------------- | -------- |
| AllMusic             | [ 1 ]    |
| American Songwriter  | [ 2 ]    |
| Consequence of Sound | C−       |
| The Guardian         | [ 4 ]    |
| The Independent      | [ 5 ]    |
| NME                  | 8/10     |
| PopMatters           | 7/10     |
| Q                    | [ 8 ]    |
| Rolling Stone        | [ 9 ]    |
| Slant Magazine       | [ 10 ]   |

People, Hell and Angels è un album discografico del musicista statunitense Jimi Hendrix, pubblicato postumo avvalendosi di alcuni dei musicisti delle sue precedenti band, più altri, usati come session men. Pubblicato il 5 marzo 2013, contiene dodici canzoni mai pubblicate ufficialmente prima, a cui Jimi stava lavorando come seguito del suo album Electric Ladyland.

## Il disco
Le tracce incluse in People, Hell and Angels sono versioni precedentemente inedite di brani registrati in studio da Hendrix e da vari suoi musicisti (principalmente i membri della Band of Gypsys Billy Cox e Buddy Miles) mentre stavano lavorando al seguito di Electric Ladyland, provvisoriamente intitolato First Rays of the New Rising Sun. La maggior parte delle registrazioni provengono da sessioni del 1968 e '69 ai Record Plant Studios di New York, con brevi incursioni negli studi Sound Centre, Hit Factory, e Electric Lady Studios.
Secondo il tecnico del suono Eddie Kramer, che si occupò di gran parte della produzione della musica di Hendrix in vita, questo sarà l'ultimo disco pubblicato a contenere materiale inedito di studio. Kramer disse che esistono ancora svariate ore di registrazioni live inedite che vedranno la luce nei prossimi anni.

## Tracce
- Tutte le tracce sono state scritte da Jimi Hendrix, eccetto dove indicato diversamente.

1. Earth Blues - 3:33
2. Somewhere - 4:05
3. Hear My Train A Comin' - 5:41
4. Bleeding Heart (Elmore James) - 3:58
5. Let Me Move You - 6:50
6. Izabella - 3:42
7. Easy Blues - 5:57
8. Crash Landing - 4:14
9. Inside Out - 5:03
10. Hey Gypsy Boy - 3:39
11. Mojo Man (Albert & Arthur Allen) - 4:07
12. Villanova Junction Blues - 1:44

## Formazione
Musicisti principali
- Jimi Hendrix – chitarre, voce, (basso sulla traccia 9)
- Billy Cox – basso (tracce 1, 3, 4, 6–8, 13)
- Buddy Miles – batteria (tracce 1–5, 10, 13)
- Mitch Mitchell – batteria (tracce 6, 7, 9, 12)
- Juma Sultan – congas (tracce 3, 4, 6, 7, 12)

Musicisti aggiuntivi
- Larry Lee – chitarra ritmica (tracce 6, 7)
- Jerry Velez – congas (tracce 6, 7)
- Stephen Stills – basso (traccia 2)
- Lonnie Youngblood – voce & sassofono (traccia 5)
- Rocky Isaac – batteria (traccia 8)
- Al Marks – percussioni (traccia 8)
- Albert Allen – vocal (traccia 11)
- Jame Booker – pianoforte (traccia 11)
- Gerry Sack - triangolo (traccia 6)